# Nigdy nie obiecywałem ci ogrodu pełnego róż
Nigdy nie obiecywałem ci ogrodu pełnego róż (ang. I Never Promised You a Rose Garden) – amerykański film obyczajowy z 1977 roku na podstawie powieści Hannah Green.

## Opis fabuły
Młoda dziewczyna oddana jest swoim dziecinnym fantazjom, które doprowadzają ją do obłędu. Zostaje umieszczona w szpitalu psychiatrycznym, gdzie trafia pod opiekę opiekuńczego terapeuty.

## Obsada
- Kathleen Quinlan - Deborah Blake
- Bibi Andersson - Dr Fried
- Ben Piazza - Jay Blake
- Lorraine Gary - Ester Blake
- Darlene Craviotto - Carla
- Reni Santoni - Hobbs
- Susan Tyrrell - Lee
- Signe Hasso - Helene
- Norman Alden - McPherson

i inni

## Nagrody i nominacje
50. ceremonia wręczenia Oscarów
- Najlepszy scenariusz adaptowany - Lewis John Carlino, Gavin Lambert (nominacja)

Złote Globy 1977
- Najlepszy dramat (nominacja)
- Najlepsza aktorka dramatyczna  - Kathleen Quinlan (nominacja)